# Elecciones federales de Canadá de 1908
Las elecciones federales canadienses de 1908 se celebraron el 26 de octubre para elegir a los miembros de la Cámara de los Comunes canadiense del 11.º Parlamento de Canadá. El Partido Liberal de Canadá del primer ministro Wilfrid Laurier fue reelegido por un cuarto mandato consecutivo en el gobierno con un gobierno mayoritario. Los liberales perdieron cuatro escaños y una pequeña parte del voto popular.
Los conservadores y liberales-conservadores de Robert Borden ganaron diez escaños adicionales.